# Bryobia praetiosa
Espèce
Bryobia praetiosa, en français Bryobe des graminées, Mite du trèfle ou Tétranyque du trèfle, est une espèce d'acariens ectoparasites de végétaux de la famille des Tetranychidae et du genre Bryobia.

## Description

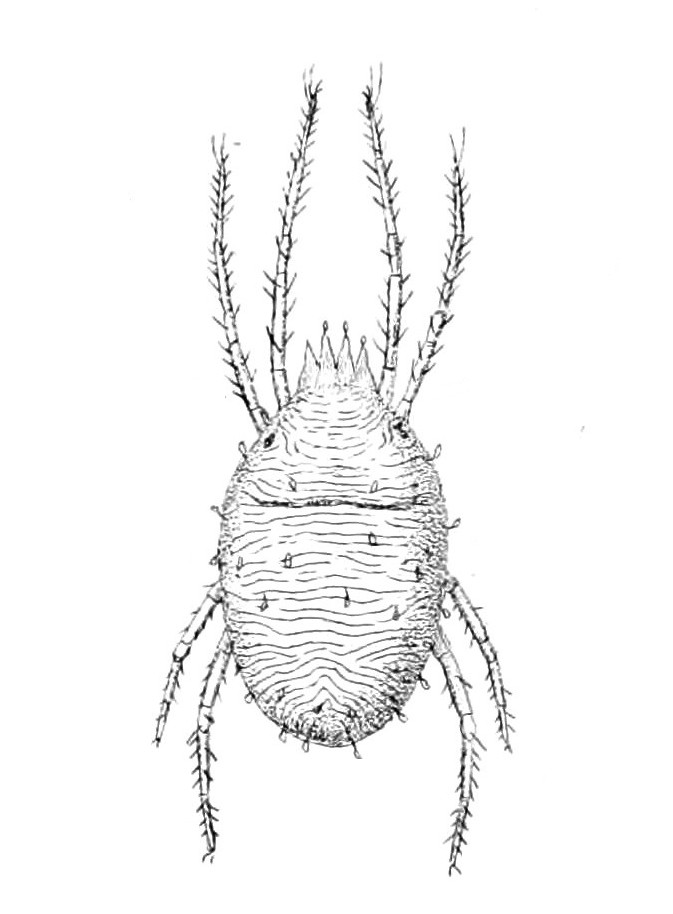
Illustration.

Cet acarien, doté d’un corps ovale, mesure moins de 1 mm. Sa couleur rouge est assez caractéristique. Il ne possède pas d’ailes et ses deux pattes antérieures sont deux fois plus grandes que les six autres.

## Biologie

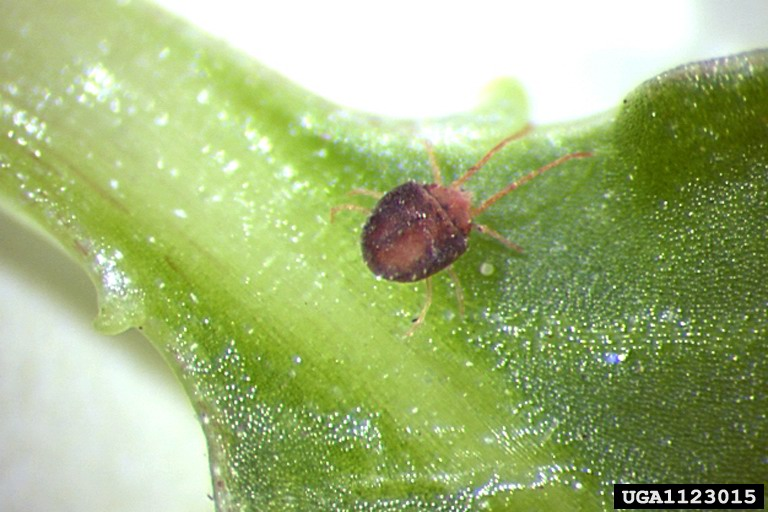
Tétranyque du trèfle sur Impatiens.

### Cycle de vie
La sève des plantes herbacées, comme dans les pelouses, est leur principale source de nourriture. Le Tétranyque du trèfle se reproduit comme le Puceron des céréales, par parthénogenèse, c'est-à-dire sans fertilisation du mâle : la femelle suffit pour perpétrer l’espèce. Celle-ci pond soixante œufs environ, d'une couleur rouge vif à rougeâtre. Les œufs sont pondus dans les fentes d'écorce ou dans les fissures des habitations. Les œufs pondus au printemps éclosent à l’automne, tandis que les œufs pondus l’automne éclosent le printemps suivant. Ces acariens se reproduisent donc au rythme de deux générations par an.
Le Tétranyque du trèfle passe la mauvaise saison sous forme d’œufs, de nymphe ou d’adulte. Leur durée de vie varie entre un et sept mois selon la dureté des conditions climatiques. Les adultes apparaissent soit à la fin de l’automne, soit au début du printemps.
Ils se nourrissent de la sève de différentes herbacées, leur préférée étant le Trèfle. Ils apprécient aussi les pelouses et pénètrent volontiers dans les maisons par les interstices et les ouvertures qu’ils détectent. Ils préfèrent les côtés bien ensoleillés des habitations. Leur aire de répartition comprend les régions ensoleillées dont les températures varient de 17 à 25 °C durant l’été.

### Plantes hôtes
Ses plantes hôtes comprennent notamment de nombreuses Graminées différentes, des fleurs ornementales, le Trèfle, le Pissenlit, le Fraisier, la Jonquille, la Sauge, l'Alyssum, la Primevère, etc..

## Moyens de lutte
Le Tétranyque du trèfle ne pique pas, il est totalement inoffensif. Il provoque cependant certains désagréments et devient nuisible en cas de pullulation. Il est conseillé de tondre régulièrement la pelouse en contact avec les murs de la maison pour prévenir les pullulations.

## Taxonomie
L'espèce est décrite par le naturaliste allemand Carl Ludwig Koch en 1836, qui la classe dans le genre Bryobia sous le nom binominal Bryobia praetiosa.
Bryobia praetiosa a pour synonymes :
- Bryobia humeralis Halbert, 1923
- Bryobia latitans Livshits & Mitrofanov, 1966
- Bryobia praetiosa Koch, 1836
- Bryobia pseudopraetiosa Wainstein, 1956
- Torynophora serrata Cambridge, 1876